# Sân bay Pamplona

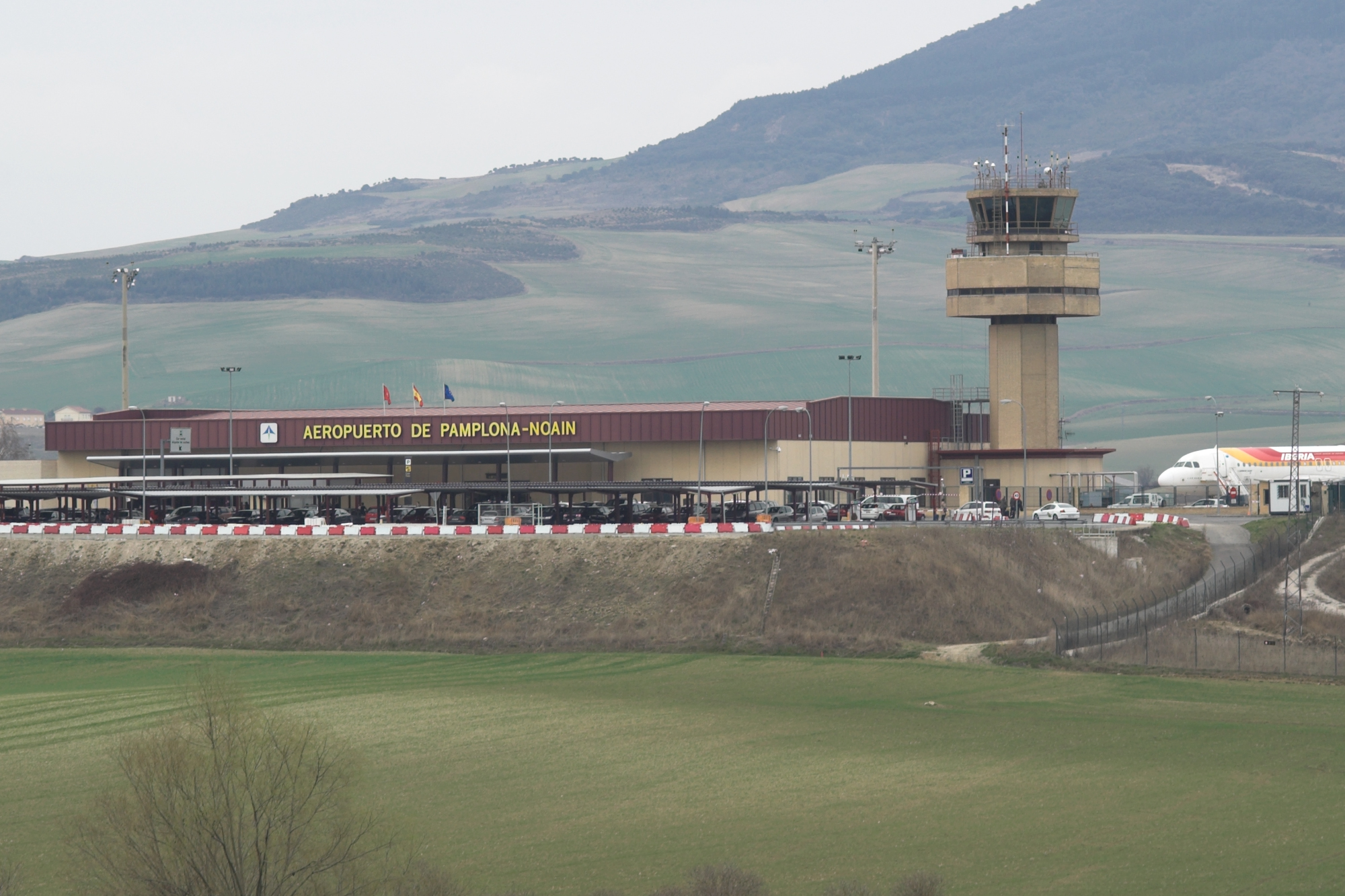
Sân bay Pamplona

Sân bay Pamplona là một sân bay ở Pamplona, Tây Ban Nha (IATA: PNA, ICAO: LEPP). Sân bay này có một đường băng dài 2207 m bề mặt nhựa đường.

## Các hãng hàng không và các tuyến điểm
- Iberia
  - Iberia operated by Air Nostrum (Barcelona, Madrid)
- TAP Portugal (Lisbon)